# Les cadires musicals
Les cadires musicals (originalment en francès, Les Chaises musicales) és una comèdia dramàtica francesa del 2015 dirigida per Marie Belhomme. S'ha doblat al valencià per a À Punt.

## Sinopsi
A la Bretanya, un jove músic capritxós i maldestre provoca un accident que fa entrar un home en coma. A poc a poc, a força de voler saber més d'ell, s'instal·larà en la seva vida i fins i tot s'enamorarà d'ell.

## Repartiment
- Isabelle Carré: Perrine
- Carmen Maura: Lucie
- Philippe Rebbot: Fabrice
- Nina Meurisse: Solène
- Laurent Quere: Manu
- Arnaud Duléry: el dependent de la botiga de queviures
- Emmanuelle Hiron: l'exparella d'en Fabrice